# Luna Sharlotte
Luna Sharlotte Humerez Aquino (La Paz, 1989-) es una activista boliviana. La primera abogada transgénero del país y presidenta de la Organización de Travestis, Transgéneros y Transexuales Femeninas de Bolivia, OTRAF Bolivia. Tiene 15 años de experiencia como activista y líder en colectivos y organizaciones TLGB+ en La Paz y El Alto con reconocimiento nacional e internacional por la diversidad de actividades en beneficio de esta población.
Es conocida por ser la primera mujer trans en contraer matrimonio de forma legal en Bolivia.

## Biografía
Luna Sharlotte nació en La Paz, en 1989. Es hija de Rosendo Humerez y Lidia Aquino. Cuenta que, de niña, jugaba con las mantas, polleras y sombreros de su mamá y su abuela, prendas de vestir con las que ella se sentía cómoda. A sus 19 años comenzó el proceso de transición a través de cirugías que fueron costeadas, en su mayor parte, por su padre, quien la apoyó en su decisión, al igual que su mamá y hermanas.
De acuerdo al relato, a los 17 años, Luna Sharlotte decidió "salir del clóset", confesándole su orientación sexual su padre. Este se puso a llorar a causa del miedo que sentía al maltrato que su hija podría sufrir por parte de la sociedad.
Fue estudiante de la Carrera de Derecho en la Universidad Pública de El Alto, además de ser estilista.
Si bien al inicio ocultaba su travestismo, incluso de sus familiares, el 27 de junio de 2009 fue parte de la organización de la primera marcha del Orgullo Gay en El Alto, donde desfiló vestida de chola.
En 2016, Luna fue una de las primeras personas en Bolivia, junto a Pamela Valenzuela y César Javier Morón, en recibir sus documentos personales que la identifican con su imagen y nombres, después de un procedimiento administrativo que inició tras la promulgación de la Ley de Identidad de Género. 
El 30 de septiembre de 2017, Luna Sharlotte contrajo matrimonio con su novio. La unión fue posible al cambio de identidad de género en sus documentos que la reconocen de forma legal como mujer, y del Código de Familias de Bolivia que establece, entre otros puntos, que la nulidad de los matrimonios es posible cuando estos no se realicen entre un hombre y una mujer. Fue la primera mujer trans en casarse legalmente en Bolivia.
Actualmente tiene el título de licenciatura en derecho de la Universidad Pública de El Alto, la cual la convirtió en la primera mujer trans abogada de Bolivia.